# کویچیرو کاتافوچی
کویچیرو کاتافوچی (انگلیسی: Koichiro Katafuchi؛ زادهٔ ۲۹ آوریل ۱۹۷۵) بازیکن فوتبال اهل ژاپن است.
از باشگاه‌هایی که در آن بازی کرده‌است می‌توان به باشگاه فوتبال ساگان توسو و باشگاه فوتبال آلبیرکس نیگاتا اشاره کرد.